# Eilema umbripuncta
Eilema umbripuncta är en fjärilsart som beskrevs av De Joan 1928. Eilema umbripuncta ingår i släktet Eilema och familjen björnspinnare. Inga underarter finns listade i Catalogue of Life.